# Станові (стадіон)
Стадіон «Станові» (хорв. «Stadion Stanovi») — футбольний стадіон у місті Задар, Хорватія, домашня арена ФК «Задар».
Стадіон відкритий у 1979 році в рамках підготовки до Середземноморських ігор, які того року проходили у Спліті. На арені розташований головний офіс ФК «Задар». У 1994 році споруджено бетонну стіну між полем і трибуною. Стіною був огороджений і сусідній житловий будинок, який розташований майже на одному рівні з трибуною і надзвичайно близько прилягає до поля. 29 березня 2008 року, під час матчу місцевого чемпіонату між «Задаром» та «Цибалією», ударом об бетонну стіну важку травму отримав гравець команди-господарів Хрвоє Чустіч, який 3 квітня помер через ускладення. Після трагічної загибелі футболіста було прийнято рішення про позапланову реконструкцію арени. Бетонну стіну між полем та трибунами було знесено, в результаті чого поле було зміщене ближче до трибуни. Стадіон обладнаний системою освітлення. Неподалік основного поля облаштовано додаткове зі штучним газоном. В подальшому планується спорудження нової західної трибуни. 
Стадіон відповідає окремим нормам УЄФА.  